# Décembre 1931

## Événements
- Allemagne : front de fer, regroupant socialistes, catholiques, syndicats, Bannière d’Empire contre les communistes et les nazis.

- 9 décembre : la constitution, élaborée sur le modèle de celle de la république de Weimar, proclame « une république démocratique des travailleurs de toutes les classes » et institue un parlementarisme absolu (chambre unique élue au suffrage universel). L’article 3 pose le principe de la séparation de l’Église et de l’État. Les écoles congréganistes sont fermées. L’ordre des Jésuites est dissous. Cent églises et couvents sont incendiés en 1931.

- 11 décembre : 
  - Le Parlement du Royaume-Uni reconnait la souveraineté totale des dominions, par le quatrième Statut de Westminster.
  - Niceto Alcalá Zamora est élu président de la République espagnole.

- 13 décembre : Tsuyoshi Inukai, Premier ministre du Japon (fin en 1932).

- 14 décembre : fondation du parti d’extrême droite Nationaal-Socialistische Beweging (NSB) aux Pays-Bas.

- 23 décembre : vol de reconnaissance de la compagnie aérienne belge Sabena pour ouvrir une ligne Belgique-Congo belge.

- 29 décembre : premier vol du Grumman FF

## Naissances
- 2 décembre :
  - Wynton Kelly, pianiste de jazz américain ( † 12 avril 1971).
  - Emiel Van Cauter, coureur cycliste belge († 26 octobre 1975).
- 7 décembre : Nicolas Cheong-Jin-Suk, cardinal sud-coréen, archevêque de Séoul.
- 11 décembre : Jerome Rothenberg, poète, traducteur, anthologiste, directeur de publication et universitaire américain († 21 avril 2024).
- 17 décembre : Igor Barrère, producteur et réalisateur de télévision français († 24 juin 2001).
- 18 décembre : 
  - François-Henri de Virieu, journaliste français († 27 octobre 1997).
  - Gunnel Lindblom, Actrice de cinéma suédoise († 24 janvier 2021).
- 25 décembre : Simone Garnier, animatrice de télévision française.
- 28 décembre : 
  - Serge Bourrier, acteur français de doublage († 27 décembre 2017).
  - Guy Debord, l'un des fondateurs de l'Internationale Situationniste († 30 novembre 1994).
  - Constantin Xenakis, Sculpteur et peintre franco-grec († 6 juin 2020).
  - Martin Milner, acteur américain († 6 septembre 2015).
- 30 décembre :
  - Charlie Bassett, astronaute américain († 28 février 1966).
  - Marcel Janssens, coureur cycliste belge ( † 29 juillet 1992).

## Décès
- 10 décembre : Enrico Corradini, 66 ans, écrivain et homme politique italien. (° 20 juillet 1865).
- 13 décembre : Gustave Le Bon, sociologue et philosophe français.
- 18 décembre : Louis Billot, cardinal français, jésuite (° 12 janvier 1846).
- 26 décembre : Paul Baudoüin, peintre français (° 24 octobre 1844).
- 30 décembre : George Eulas Foster, enseignant et politicien.